# Бојан Шапурић
Бојан Шапурић (Требиње 17. јул 1994), је српски политичар и правник. Дипломирао на Правном факултету у Требињу. Обављао је више значајних професионалних и друштвених функција, а дао је и свој допринос развоју спорта и културе у Источној Херцеговини.
Запослен је у МХ Електропривреда Републике Српске гдје тренутно обавља послове директора Дирекцијe за послове Оператора система подстицаја. 
Године 2016. изабран је за одбориника у Скупштини Града Требиња, а потом и за њеног потпредсјеника, тада као најмлађи функционер једног Града у Републици Српској.
Био је потпредсједник НДП-а и предсједник Градског одбора у Требињу, да би у децембру 2022. године на приједлог тадашњег предсједника НДП-а Драгана Чавића предложен за вршиоца дужности предсједника странке, гдје је једногласно на тадашњем предсједништву био изабран. На 4. засједању Скупштине странке, у јуну мјесецу 2023. године, Шапурић је изабран за предсједника Народног демократског покрета (НДП). 
Тренутно је одборник у скупштини Града Требиња у другом мандату. 
По националности је Србин, православац.
Ожењен је и отац двоје дјеце.